# Access Point
Der Access Point (in Argentinien Punta Access) ist ein felsiges Kap südöstlich des Biscoe Point und 3 km nordwestlich des Kap Lancaster an der Südseite der Anvers-Insel im Palmer-Archipel westlich der Antarktischen Halbinsel.
Erstmals kartiert wurde das Kap bei der Vierten Französischen Antarktisexpedition (1903–1905) unter der Leitung Jean-Baptiste Charcots. Der Falkland Islands Dependencies Survey nahm 1955 eine Vermessung des Kaps vor. Namensgebend war, dass es an der Nordwestspitze einen geeigneten Landungsplatz für den Zugang (englisch access) in das Innere der Anvers-Insel gibt.